# 나카마 준타
나카마 준타(일본어: 中間 淳太, 1987년 10월 21일 ~ )는 일본의 가수, 배우이며, 남성 아이돌 그룹 쟈니즈WEST의 최연장자이다.
효고현 고베시 츄오 구 출신. STARTO ENTERTAINMENT 소속.
간세이 가쿠인 대학 사회학부 졸업.

## 내력
2003년, 쟈니즈 사무소에 입소. 칸사이 쟈니즈 Jr. 내 유닛 B.A.D.에 소속한다.
2006년, 키리야마 아키토와 둘이서, B.A.D.로 활동한다.
2014년 4월, 쟈니즈WEST로서 CD 데뷔한다.

## 인물
- 타이완인 쿼터이다. 아버지의 일 사정으로 초등학교 4학년 때에 타이완으로 이주해, 중학교(현지 일본인 학교) 졸업까지 약 6년 간을 보낸다. 중국어도 뛰어나다.
- 3살 아래의 남동생이 있다.

## 오리지널 솔로곡
- Moments (2008년)
- Love Criminal (2009년)

## 출연

### 드라마
- 고쿠센 제3시리즈 (2008년, 닛폰 TV) - 이치무라 리키야 역
- DRAMATIC-J B.A.D.한 둘 (2008년 9월 15일·22일, 칸사이 TV) - 나카마 유지 역
- 고쿠센 제3시리즈 졸업 스페셜 (2009년 3월 28일, 닛폰 TV) - 이치무라 리키야 역
- DRAMADA-J 미래는 우리의 손 안에 (2009년, 칸사이 TV) - 마츠다 준이치 역
- 아무도 모르는 J학원 《Lost People》 (2010년 6월 2일, 칸사이 TV) - 타케하라 토키오 역
- 나고야행 마지막 열차 《~23시 31분 츄부국제공항발~》 (2012년 12월 18일, 나고야 TV)

### 영화
- 고쿠센 THE MOVIE (2009년) - 이치무라 리키야 역
- 닌쟈니 등장! 미래에의 싸움 (2014년)